# Liste der denkmalgeschützten Objekte in Prášily
Grundlage dieser Liste der denkmalgeschützten Objekte in Prášily ist die ÚSKP-Liste (Ústřední seznam kulturních památek České republiky, deutsch Zentrale Liste der Kulturdenkmäler der Tschechischen Republik), die von der tschechischen Denkmalschutzbehörde NPÚ (Národní památkový ústav, deutsch Nationale Denkmalbehörde) seit 1987 geführt wird und an die seit dem Jahr 1850 geschaffenen Listen anschließt.

## Denkmalgeschützte Objekte nach Ortsteilen

### Prášily
| Lage                            | Objekt                          | Beschreibung | ÚSKP-Nr.                  | Bild           |
| ------------------------------- | ------------------------------- | --- | ------------------------- | -------------- |
| Prášily (Standort)              | Überreste der Kirche St. Prokop | Fundamente der ursprünglich einschiffigen klassizistischen Kirche aus den Jahren 1802–03, die 1978 abgerissen wurde. Erinnerung an die ursprüngliche Entwicklung des Dorfes, die in der Nachkriegszeit durch die Vertreibung der ursprünglichen Bevölkerung geprägt war.                        | 101328 Info Katalog       | weitere Bilder |
| Prášily, Prášily 120 (Standort) | Herrenhaus                      | Backsteingebäude eines ehemaligen Herrenhauses aus der Mitte des 18. Jahrhunderts, ehemaliger Sitz des Forstamtes Schwarzenberg. Teil des Komplexes ist ein Bauernhof und ein großer Garten mit Umzäunung. Eines der letzten Dokumente der ursprünglichen Entwicklung des Dorfes.               | 11502/4-5089 Info Katalog | weitere Bilder |
| Prášily, Prášily 117 (Standort) | Haus Nr. 117                    | Erdgeschoss teilweise Fachwerkhaus auf einem hohen Steinfundament. Ein Beispiel für die Architektur des Böhmerwaldes in der zweiten Hälfte des 18. Jahrhunderts, eines der letzten wertvollen Gebäude des Dorfes. Das Gebäude wurde 2008 komplett abgebaut und durch ein neues Gebäude ersetzt. | 52179/4-5317 Info Katalog | Haus Nr. 117   |

### Hůrka
| Lage                       | Objekt                       | Beschreibung | ÚSKP-Nr.                  | Bild           |
| -------------------------- | ---------------------------- | --- | ------------------------- | -------------- |
| Hůrka, Na Hůrce (Standort) | Kapelle des Heiligen Kreuzes | Ein kleines Sakralgebäude aus dem frühen 19. Jahrhundert, eine ehemalige Bestattungskapelle der Glasmacherfamilie Hafenbrädl und Abel aus der Glashütte in Hůrka. Der einzige Überrest der Siedlung Hůrka, die in den 1950er Jahren in der Grenzzone zerstört wurde. | 49792/4-5150 Info Katalog | weitere Bilder |